# Létavka černoblanná
Létavka černoblanná, známá též jako létavka obrovská (Rhacophorus nigropalmatus), je druh žáby z čeledi létavkovití (Rhacophoridae) a rodu létavka (Rhacophorus). Druh popsal George Albert Boulenger roku 1895. Dle starší systematiky se dělil na tři poddruhy, ty však byly osamostatněny do druhů létavka velká (Rhacophorus maximus), létavka listová (Rhacophorus dennysi) a létavka indočínská (Rhacophorus feae).

## Výskyt
Žába létavka černoblanná je druhem orientální oblasti, obývá jihovýchodní Asii, konkrétně Indonésii (například Borneo a Sumatru), Malajsii, Brunej a Thajsko. Dává přednost tropickým deštným lesům a starým druhotným lesům, obvykle se vyskytuje v blízkosti vodních ploch. Žije v nadmořských výškách do 600 m a ve svém areálu výskytu patří mezi hojné druhy.

## Popis
Létavka černoblanná dosahuje délky těla 9 až 10 centimetrů. Na svou velikost má velké prsty, které jsou zakončeny jakýmisi „přísavkami”, pomocí kterých se žába může zachytit i při lezení po kolmých plochách. Mezi prsty roste blána z kůže, kterou při skoku žáby roztáhnou, což jim umožňuje plachtivý pohyb, a to až do vzdálenosti 50 stop. Hlava je rovnoměrně velká, s oválným čenichem a velkýma očima, za nimiž je umístěno výrazné tympanum. Kůže je u tohoto druhu hladká až mírně zrnitá. Na zádech je leskle zelené zbarvení, boky tohoto druhu jsou nažloutlé, blána mezi prsty potom žluto-černá. Spodní část těla dosahuje bílého zbarvení, bílé skvrny jsou rovněž na stehnech.
Během života po proměně pulce v žábu dochází u tohoto druhu k zajímavé změně vzhledu: nejmladší drobné žabky nesou jasně červenou a bradavičnatou kůži a při odpočinku na listu připomínají ptačí trus, čímž jsou pro své možné predátory nezajímavé. Během růstu žab se barva kůže postupně mění na zelenohnědou s bílými skvrnami a až plně dospělé žáby mají vrchné část těla jednolitě zelenou a jejich kůže je více méně hladká. Při vyrušení nebo v pohybu jsou pak vidět sytě žluté boky a okraje nohou a bělavá spodina těla. Své výrazné zbarvení získávají létavky černoblanné prostřednictvím karotenoidů z potravy.

## Chování
Létavka černoblanná je stromovým druhem, ve stromoví se pohybuje pomocí plachtění z vyvýšených míst. Živí se bezobratlými, oblíbenou potravou je hmyz. Žáby se rozmnožují v blízkosti vodního zdroje. Na vegetaci nad vodou samice vytváří pěnový obal, jenž je tvořen tekutinou, kterou samice produkuje, a dešťovou vodou. Do tohoto obalu naklade vajíčka, která samci oplodní. Když se z vajíček vylíhnou pulci, hnízdem propadnou do vodního zdroje, kde jejich vývoj pokračuje. Pulci, kteří náhodně dopadnou na suchou zem, vyschnou a uhynou.

## Ohrožení
Populace tohoto druhu je klesající. Nebezpečí představuje především ztráta habitatu, žáby jsou rovněž v malém množství vysbírávány z volné přírody, což však Mezinárodní svaz ochrany přírody nepovažuje za velké nebezpečí. Vzhledem k širokému areálu rozšíření, které se táhne i přes chráněné oblasti, a pravděpodobně velké populaci je druh zařazen mezi málo dotčené.
Od ledna 2025 je možné tento druh pozorovat v Zoo Praha v pavilonu Indonéská džungle.